# Tallulah Falls
Tallulah Falls es un pueblo ubicado en el condado de Rabun en el estado estadounidense de Georgia. En el censo de 2000, su población era de 164.

## Demografía
En el 2000 la renta per cápita promedia del hogar era de $40,833, y el ingreso promedio para una familia era de $52,500. El ingreso per cápita para la localidad era de $26,663. Los hombres tenían un ingreso per cápita de $43,750 contra $25,000 para las mujeres.

## Geografía
Tallulah Falls se encuentra ubicado en las coordenadas 34°44′1″N 83°23′30″O / 34.73361, -83.39167 (34.733558, -83.391721).
Según la Oficina del Censo, la localidad tiene un área total de 22,1 km² (8,5 mi²), de la cual 21,1 km² (8,1 mi²) es tierra y 1 km² (0 mi²) (3.80%) es agua.